# La Libertad (Francisco Morazán)
La Libertad é uma cidade hondurenha do departamento de Francisco Morazán.